# 等压过程

黄色部分的面积表示所做的功

等压过程是压力不变的热力学过程：{\displaystyle \Delta p=0}。传递给一个系统的热量，既对它做功，又改变了系统的内能：
{\displaystyle Q=\Delta U+W\,}
根据热力学第一定律，其中W是系统所做的功，U是内能，Q是热量。系统所做的压强-体积功，定义为：（Δ表示整个过程中的变化，不是微分的意思）
{\displaystyle W=\Delta (p\,V)}
由于压强是常数，因此
{\displaystyle W=p\Delta V\,}.
应用理想气体状态方程，等式变为
{\displaystyle W=n\,R\,\Delta T}
假设气体的质量是不变的。由于：
{\displaystyle \Delta U=n\,c_{V}\,\Delta T}
其中n是物质的量，cV是等容摩尔热容。把最后两个方程代入第一个方程，得
{\displaystyle Q=n\,c_{V}\,\Delta T+n\,R\,\Delta T}
{\displaystyle =n\,(c_{V}+R)\,\Delta T}.
括号中的表达式是等压摩尔热容：
{\displaystyle c_{p}=c_{V}+R}
等压过程在P-V图中是一条水平直线。如果方向是朝右面的，则过程是等压膨胀。如果方向是朝左面的，则过程是等压收缩。

## 焓的定义
等容过程由方程{\displaystyle Q=\Delta U}描述。对于等压过程也有类似的方程。把第二个方程代入第一个方程，得
{\displaystyle Q=\Delta U+\Delta (p\,V)=\Delta (U+p\,V)}
U + p V是一个状态函数，称为焓，用字母H表示。所以等压过程可以表示为：
{\displaystyle Q=\Delta H\,}.